# Rhabdoborita-(W)
La rhabdoborita-(W) és un mineral de la classe dels borats que pertany al grup de la rhabdoborita. El nom reflecteix les característiques morfològiques (rhabdos és «vareta», en grec) i químiques (és un borat) d'aquest mineral.

## Característiques
La rhabdoborita-(W) és un borat de fórmula química Mg₁₂(W6+,V5+)1.5O₆{[BO₃]6-x[(P,As)O₄]xF2-x}. Va ser aprovada com a espècie vàlida per l'Associació Mineralògica Internacional l'any 2018, sent publicada l'any 2020.Cristal·litza en el sistema hexagonal. És una espècie isostructural de la rhabdoborita-(V).
L'exemplar que va servir per a determinar l'espècie, el que es coneix com a material tipus, es troba conservat a les col·leccions del Museu Mineralògic Fersmann, de l'Acadèmia de Ciències de Rússia, a Moscou (Rússia), amb el número de registre: 5126/1.

## Formació i jaciments
Va ser descoberta a la fumarola Arsenàtnaia del volcà Tolbàtxik (Krai de Kamtxatka, Rússia). Aquest volcà rus és l'únic a tot el planeta on ha estat descrita aquesta espècie mineral.